# Koert-Jan de Bruijn
Koert-Jan de Bruijn (Amsterdam, 15 augustus 1976) is een Nederlands acteur en televisiepresentator, voornamelijk bekend door zijn rol als Dennis Alberts in Goede tijden, slechte tijden. Hij is eveneens bekend van zijn rol als Beer van Nispen in Goudkust en meerdere presentatiewerkzaamheden bij RTL 4.

## Biografie
De Bruijn groeide op in Amsterdam. Na afronding van zijn vwo-opleiding aan Damstede volgde hij de studie Commerciële Economie, waarin hij in 2001 afstudeerde. Naast zijn studie volgde hij een basisopleiding acteren bij Kunstweb en een cursus marktgericht managementtraject bij De Trap. De Bruijn maakte zijn debuut op de Nederlandse televisie in de soapserie Goudkust. Gedurende een tiental afleveringen gaf hij gestalte aan het personage Beer van Nispen. Niet veel later zou de soap wegens tegenvallende kijkcijfers worden stopgezet.
Een jaar nadat van Goudkust de laatste aflevering was uitgezonden, werd De Bruijn gevraagd voor de rol van Dennis Tuinman in Nederlands bestbekeken soapserie Goede tijden, slechte tijden. Tussen mei 2002 en september 2008 gaf hij gestalte aan dit personage. Het personage kwam in opspraak door een bizarre verhaallijn: Dennis is namelijk getrouwd geweest met Laura Selmhorst, die later zijn moeder bleek te zijn. Voor het vertrek van actrice Sabine Koning in januari 2009 maakte De Bruijn samen met collega-acteur Bas Muijs een tot nu toe eenmalige comeback in de soap.
In theaterseizoen 2004/2005 speelde De Bruijn de rol van Mooie Leendert in de musical De Jantjes.
Na zijn vertrek bij GTST wijdde De Bruijn zich aan het presenteren. In de zomer van 2008 was hij samen met Cynthia Abma presentator van het reisprogramma Bestemming Nederland. Abma en De Bruijn vervingen Mariska van Kolck, Eric Bouwman en Stella Gommans. Het programma kreeg echter geen vervolg. In de zomer van 2009 was hij een van de presentatoren van Ik kom bij je eten, de zomerse vervanger tijdens de zomerstop van GTST. In datzelfde jaar presenteerde De Bruijn samen met actrice Gaby Blaaser een programma voor Jetix. Hij bleef onder contract bij de naamvervanger van Jetix, Disney XD. Ook in de zomer van 2010 en 2011 presenteerde De Bruijn Ik kom bij je eten.
In 2014 was De Bruijn een van de 24 kandidaten die meededen aan het 3e seizoen van de Nederlandse uitvoering van het tv-spelprogramma Fort Boyard.

## Persoonlijk
De Bruijn heeft een relatie met Charlotte Huiskamp, die hij leerde kennen op de set van Goede tijden, slechte tijden. Huiskamp was werkzaam als assistent-producer. Het stel heeft samen twee dochters.

## Filmografie

### Televisie
Hoofdrollen:
- Goudkust - Beer van Nispen (2001)
- Goede tijden, slechte tijden - Dennis Alberts (2002-2008, 2009)

Gastrollen:
- Kees & Co - Lekker stuk (afl. Omaatje lief, 2001)
- Lieve Lust - Tom (afl. Climax, 2005)
- Goede tijden, slechte tijden - Dennis Alberts (2009)
- The Passion - Discipel (2013)
- Flikken Maastricht - Rob van Klarendonk Jr. (afl. Paardenkracht, 2014)
- Nachtwacht - Rob (afl. De Klopgeest, 2017)

### Film
- Bennie Stout - Willem (2011)
- Droomvrouw - Daan Reemers (2013)
- Pestkop - Meneer de Graaff (2017)
- De Vloek van Lughus - Tom (2021)

### Presentatie
- Bestemming Nederland (2008, RTL 4)
- House Vision (2008-2009, 2019-heden, RTL 4)
- Ik kom bij je eten (2009-2012, RTL 4)
- Jetix Mega Talent (2009, Jetix)
- Rangers! (2009, Jetix)
- Cluebie (2009-2010, Jetix/Disney XD)
- Het Achterbank Examen (2009, Jetix)
- Caphunt (2010, Disney XD)
- Expeditie Rangers! (2010, Disney XD)
- RTL Snowmagazine (2010-2012, 2020-heden RTL 4)
- Koffietijd invalpresentator & itempresentator (2010-2012, RTL 4)
- Droom van een Huis (2011-2012, RTL 4)
- Lang Zullen We Leven (2012, RTL 4)
- Wist Je Dat?! (2014-2016, RTL 4)
- RTL Just Away (2014, RTL 4)
- Schoner Nederland (2015, RTL 4)
- Off Piste (2016-2019, RTL 4)
- Ik BBQ Voor Jou!/ Ik BBQ Voor Jou In De Kou (2016-2018, RTL 4)
- Life is Beautiful itempresentator (2018-2019, RTL 4)
- Ik BBQ Voor Jou (2019, SBS6)
- RTL Kampeert (2022-2023, RTL 4)
- Campingtijd (2023-heden, RTL 4)

### Zichzelf
- Dancing with the Stars - Deelname (2005)
- Sterren Springen Schans - Deelname (2013)
- Fort Boyard - Deelname (2014)
- Weet Ik Veel - Deelname (2023)